# 小行星95802
小行星95802（95802 Francismuir）是一颗绕太阳运转的小行星，为主小行星带小行星。该小行星于2003年3月31日发现。
該小行星以發現者約瑟夫·A·戴林格（Joseph A. Dellinger）的老師法蘭西斯·繆爾命名。

## 轨道参数
小行星95802的轨道半长轴为2.4023250 UA，离心率为0.209。